# Участие на България в потушаването на Пражката пролет през 1968
България участва в потушаването на Пражката пролет през 1968 г. като една от петте (от общо 8) страни членки на Организацията на Варшавския договор, изпратили войски в Чехословакия.
Във военната операция участват следните части от Сухопътните войски.
- 12-и и 22-ри мотострелкови полк – числеността на военнослужещите в тях при навлизането в Чехословакия е 2164 души, а при изтеглянето – 2177[1]
- танков батальон с 26 машини Т-34[1].

Процентният дял на българското участие спрямо общото количество на съюзните войски, въоръжение и техника е следното: личен състав – 0,6%; танкове – 0,43 %.

## Политически причини за участието на България
Началото на 60-те години е време на концентрация на партийната и държавната власт в ръцете на Тодор Живков. Във външнополитически аспект Живков възприема курс на пълно обвързване на България с политиката на СССР. Причина за това е икономическата зависимост на НРБ от съветската помощ и кредити и неблагоприятното геополитическо обкръжение на страната - на юг НРБ граничи с две страни-членки на НАТО, македонският въпрос трови българо-югославските отношения, Румъния на север се стреми да води сравнително автономна политика спрямо СССР. Член на социалистическия блок, Чехословакия е страна с демократични традиции, с будна интелигенция и внушаващо респект стопанство. След СССР Чехословакия е вторият по обем български кредитор в средата на 60-те години.
В началото на януари 1968 г. е проведен пленум на Чехословашката комунистическа партия. Отстранен е Антонин Новотни, а за първи секретар на ЦК на ЧКП е избран словакът Александър Дубчек. Месец по-късно се провежда среща на Тодор Живков с Дубчек, на която от българска страна е засвидетелствана пълна подкрепа за новото ръководство на ЧКП.
Първите прояви на радикализъм на Тодор Живков относно промените в чехословашкото общество са от 6 – 7 март 1968 г. Тогава се провежда заседание на Политическия консултативен комитет на Варшавския договор. Живков провежда разговор с Леонид Брежнев и Алексей Косигин, пред които изразява тревога от положението в Чехословакия. Българският лидер предлага най-радикалния подход спрямо случващото се, а именно военна намеса. Чехословашката тематика присъства и на срещата от 23 – 24 март в Дрезден. Българската страна е представлявана от Станко Тодоров, Живко Живков и Апостол Пашев. Тук изказването на Станко Тодоров е сравнително сдържано. Към края на март обаче докладите на българския посланик в Прага започват да акцентират върху „пълзящата контрареволюция“ в чехословашкото общество.
На проведената през април българо-чехословашка среща в Прага се утвърждава отрицателното отношение на българското партийно и държавно ръководство към Пражката пролет. Тодор Живков прави изявления в смисъл, че Дубчек няма нито опита, нито интелекта да поведе ЧКП.
Още през май същата година Главното политическо управление на БНА започва пропагандна кампания по „разясняване“ в армията на събитията в ЧССР. На 23 юли ген. Джуров издава заповеди за участие на два полка: 12-ти мотострелкови полк (поделение 60010, Елхово) и 22-ри (поделение 55320, Харманли) в съвместни учения на Варшавския договор. 22-ри полк още от 2 юли е е вдигнат по тревога и излиза на лагер. 12-ти полк е вдигнат по тревога на 21 юли и съсредоточен в района на с. Бояново, Елховско. Там е направен строеви преглед от комисия и резултатите са незадоволителни. На 24 юли ген. Джуров нарежда 22-ти полк да се изнесе на летище Узунджово, откъдето на 29 юли с 25 съветски самолета е превозен в гр. Каламия (УССР), установен край летището в палатков лагер. Също на 24 юли 12-ти полк е преведен в Атия и в полунощ потегля с голям съветски кораб и 7 десантни барки през Черно море. При дебаркирането на 26 юли край Иличовск 26 машини са потопени и повредени, а сержант и войник са ранени (войникът тежко). Придвижен е близо до границата с Чехословакия, в гора, южно от с. Жнатино в УССР.  И двата български полка са под съветско командване.

## Решение
На 18 август 1968 г. Тодор Живков извиква в Партийния дом военния министър Добри Джуров и началника на Генералния щаб на българската армия Атанас Семерджиев и им съобщава, че е договорено нахлуването в Чехословакия да започне вдругиден. Семерджиев разказва: „С кого са се договаряли, не запитахме, защото беше ясно, че имаше предвид Брежнев и колегите си от останалите съюзни страни... Нашите части, определени да участват в акцията, още от юли се намираха на територията на Съветския съюз, където бяха поставени в оперативно подчинение на създадения специален щаб, ръководен от армейски генерал Павловски. По силата на този факт ние – националното ни командване – бяхме освободени от отговорност за планирането, организацията и ръководството на предстоящите действия. Единственото задължение, което трябваше незабавно да изпълним, се заключаваше в „обличането“ на току-що полученото указание от Т. Живков в писмена заповед“.
На 19 август военният министър Джуров, както му е наредено, издава Бойна заповед № 004 за безпрекословно изпълнение на възложените от главнокомандващия ОВС задачи в Чехословакия. На 20 август Министерският съвет издава строго секретното Постановление № 39, с което е решено страната да участва в интервенцията в Чехословакия.
Народното събрание на България въобще не е уведомено, което е нарушение на Конституцията на България.

## Военни действия
По заповед на Министерството на народната отбрана два полка заминават за Чехословакия под общосъюзно (съветско) командване – дванадесети мотострелкови полк под командването на полковник Александър Генчев и двадесет и втори мотострелкови полк под командването на полковник Иван Чавдаров. Личният състав на двадесет и втори мотострелкови полк се състои от 962 офицери и войници.
Със заповед № 39 от 20 август 1968 г. е дадено нареждане за проникване на територията на Чехословакия. Заповедта е подписана от 33 висши партийни функционери и политици. Полковете получават бойна заповед, подписана от военния министър Добри Джуров и началника на генералния щаб Атанас Семерджиев. От съображения за сигурност плановете за нападението са известни само на полковите командири, както и на офицерите по политическите въпроси.
Дванадесети полк се придвижва към границата с Чехословакия на 20 август и я пресича на 21 август в 04:05 сутринта при село Матовце. Българските части срещат съпротива при Кошице - протестиращото население ги замерва с камъни, тухли, глави цвекло и др. (същевременно съветските войници откриват огън и убиват 6 души, 63 са ранени). Там няколко войници са леко ранени, на 50 от военните коли са изпочупени прозорци, на 10 вратите, а на 5 - антените, има също и запалени газови резервоари. Там колоната се забавя до 4 – 5 км в час, за да премине. Следващото място, на което среща съпротива е в Рожнява. Там е открит огън по колоната без жертви. В 10 часа на 22 август полка достига Банска Бистрица и завзема казармата, полицията и радиото. Батальон, предвождан от полковник Петков, превзема летището близо до Зволен. При изпълнението на тези задачи пострадват 21 военнослужещи, сред които с изкъртени зъби, счупена ябълчна кост, счупен нос, а останалите леко ранени. Първата фаза на инвазията приключва на 25 август с превземането на военния гарнизон в Брезно от българските части.
На 20 август в 6 часа сутринта 22 мотострелкови полк, част от шеста въздушно-десантна дивизия на СССР, получава заповед да навлезе в Чехословакия и да овладее летищата Рузине (сега в Прага) и Водоходи. Полкът се натоварва заедно с техническата екипировка и на 21 август се приземява в Чехословакия на 2 етапа. Не се натъква на съпротива, тъй като летищата вече са овладени от съветските войски. Българската част подготвя летището за военна защита, а полкът се разполага в полетата около летището. Сред останалите задачи е да бъдат открити всички български граждани, които временно пребивават в страната и да бъдат изведени от нея, което става на 3-тия ден. На 11 септември полкът се дислоцира на 2 км североизточно от летището.
Военните части са посрещнати с викове „Вървете си у дома“, „Това не е вашата страна“ и са замеряни с камъни и бутилки с газ. Сред българските жертви е старшина Николай Цеков Николов, който обаче е убит при престъпление, а не при военни действия. Старшината решава да дезертира и през нощта се сблъсква с 3 мъже, които се опитват да му отнемат оръжието и го застрелват.
На 13 септември чехословашкият министър подава устна нота, с която изисква българското военно присъствие да бъде оттеглено. То продължава до 22 октомври 1968 г., след като 6 дни по-рано е сключен двустранен договор между Чехословакия и СССР. 22- мотострелкови полк се изтегля с влак до Одеса, откъдето с кораби е прекаран до Бургас.